# Nicole Moreno
Nicole Andrea Moreno (sinh ngày 22 tháng 8 năm 1987), còn được gọi là Luli và Luli Love là một người mẫu, vũ công và tham luận viên người Chile.
Là người chiến thắng của một số cuộc thi sắc đẹp ở Chile, cô là Nữ hoàng của Liên hoan Viña del Mar năm 2016, một danh hiệu được đưa ra bởi giới báo chí giải trí cho người phụ nữ xuất sắc nhất trong dịp lễ hội Viñamarino.

## Thời thơ ấu và tuổi vị thành niên
Là con gái của María Angélica và Julio Moreno, Nicole Moreno là người lớn tuổi nhất trong ba anh chị em ruột. Cô dành thời thơ ấu của mình ở xã San Bernardo y la Cisterna, Santiago. Từ khi còn rất trẻ, thế giới người mẫu và khiêu vũ đã khiến cô chú ý. Theo Moreno, khát vọng lớn nhất của cô khi còn nhỏ là lớn lên được trở thành một người mẫu sải bước trên sàn catwalk. Moreno bắt đầu làm việc ở tuổi 14, nhưng sớm phát hiện ra cô mang thai sớm đứa con trai mình là Francisco Javier. Trong ngôi nhà bảo thủ của mình, cô nói, rất khó để mọi người chấp nhận nhưng gia đình cô đã chấp nhận nó khi đứa bé được sinh ra. Theo cô, cô phải trì hoãn thời niên thiếu để nuôi dạy con trai mình. Trong một cuộc phỏng vấn vào ngày 4 tháng 1 năm 2013, cô cũng nói về sự đau khổ của chứng cuồng ăn.